# Чаналь
Чаналь (исп. Chanal) — посёлок в Мексике, штат Чьяпас, входит в состав одноимённого муниципалитета и является его административным центром. Численность населения, по данным переписи 2020 года, составила 9533 человека.

## Общие сведения
Название Chanal с языка науатль можно перевести как — мудрец, который учит..
Поселение было основано в доиспанский период индейцами цельталь. В 1486 году регион был завоёван ацтеками во главе с генералом Тильтотлем.
В 1550-х годах монахи ордена доминиканцев, проводившие евангелизацию местного населения, добавили к названию Чаналя имя Святого Петра, получив Сан-Педро-Чаналь.
В 1934 года губернатор штата Викторио Грахалес вернул название Чаналь и присвоил статус посёлка.